# Leszek Abrahamowicz
Leszek Abrahamowicz (ur. 29 maja 1960 we Wrocławiu) – polski aktor teatralny, filmowy i telewizyjny, także dubbingowy.

## Życiorys
W teatrze zadebiutował 29 listopada 1984 roku w sztuce Złe zachowanie w reżyserii Andrzeja Strzeleckiego na deskach warszawskiego Teatru Ateneum. W 1985 został absolwentem Państwowej Wyższej Szkoły Teatralnej w Warszawie. W 1999 roku grał w warszawskim Teatrze Syrena. Obecnie aktor Teatru Rampa w Warszawie.
Ma 178 cm wzrostu.

## Spektakle teatralne
- 1984 Złe zachowanie (reż. A. Strzelecki)
- 1985 W dżungli miast jako Skinny (reż. Piotr Cieplak)
- 1986 Kazanie (reż. A. Strzelecki)
- 1988 Cabaretro (reż. A. Strzelecki)
- 1989 Muzykoterapia (reż. A. Strzelecki)
- 1989 Sweet Fifties (reż. A. Strzelecki)
- 1990 Czerwony stoliczek (reż. A. Strzelecki)
- 1991 Love (reż. A. Strzelecki)
- 1992 Kundel (reż. A. Strzelecki)
- 1994 Alicja w krainie czarów jako Biały królik (reż. A. Strzelecki)
- 1995 Majestat (reż. A. Strzelecki)
- 1997 Zwierzęta doktora Dolittle jako Pies Jip (reż. Jerzy Bielunas)
- 1999 Pinokio jako Arlekin; Tuńczyk; Królik; Syn (reż. Cezary Domagała)
- 1999 Sztuka jako Yvam (reż. Krzysztof Miklaszewski)
- 1999 W 80 dni naokoło światów jako Jean Passepartout (reż. Jan Polewka)
- 2000 Jeździec burzy jako Andy Warhol (reż. Arkadiusz Jakubik)
- 2001 Król Maciuś Pierwszy jako Smutny król (reż. C. Domagała)
- 2002 Big Popiel jako 2 Świetlisty (reż. Andrzej Maria Marczewski)
- 2003 Siódme mniej kradnij jako prokurator (reż. Jan Prochyra, Jan Szurmiej)
- 2003 Wielka woda jako Komediant (reż. J. Szurmiej)
- 2004 Sztukmistrz z Lublina jako Chaskiel; Ślepy Mechł (reż. J. Szurmiej)
- 2005 Kandyd, czyli optymizm jako Jakub, Imam, Starzec, Marcin (reż. Maciej Wojtyszko)
- 2005 Henryk IV, cz. I jako Worcester i inne postaci (reż. Jan Kulczyński)
- 2006 Brat naszego Boga jako Wuj Adama (reż. Paweł Aigner)
- 2008 Jak stać się żydowską matką w dziesięć praktycznych lekcji jako Daniel (reż. J. Prochyra)

### Teatr Telewizji
- 1991 Kolejka (reż. P. Cieślak)
- 1993 Love (reż. A. Strzelecki)
- 1998 Czyściec jako Artur (reż. Janusz Kijowski)

## Filmografia
- 1985 C.K. Dezerterzy jako żołnierz
- 1986 Słońce w gałęziach
- 1990 Pożegnanie jesieni jako książę Jakub Prepudrech
- 1991 Przeklęta Ameryka
- 1993 Pora na czarownice jako Leszek
- 1994 Zespół adwokacki (serial) jako Henio
- 1995 Sukces
- 1995 Zdrada
- 1996 Germans jako więzień obozu pracy w Olnitz
- 1998 Klan jako agent nieruchomości załatwiający Józkowi mieszkanie dla Marysi
- 1998 Rodziców nie ma w domu jako Poeta
- 2000 Adam i Ewa jako Psychoterapeuta – hipnotyzer
- 2002, 2003, 2007 M jak miłość (serial; wystąpił w różnych drobnych rolach)
- 2002 Dzień świra jako Słuchający polityków
- 2002 Król przedmieścia jako Głos lekarza w serialu „Śmierć kliniczna”
- 2002, 2005 Plebania jako policjant w Komendzie Wojewódzkiej w Lublinie
- 2002 Samo życie jako człowiek Józefa Miszczuka
- 2002 Sfora jako kierownik sali
- 2002 Suplement jako Kostiumograf na planie sesji zdjęciowej
- 2002 Złotopolscy jako klient „Planety K”
- 2003 Na Wspólnej jako lekarz
- 2003 Zaginiona jako policjant na Dworcu Centralnym
- 2004 Na dobre i na złe jako mężczyzna z chorymi nerkami
- 2004 Pensjonat pod Różą jako Piotr, uczestnik „Fast Date”
- 2005 Egzamin z życia (serial) jako szef agencji modelek
- 2005 Boża podszewka II jako Sołdat aresztujący proboszcza
- 2005, 2007 Kryminalni jako Montażysta TV/Prawnik Wernera
- 2006 Fałszerze – powrót Sfory jako prawnik Gozdawy
- 2008 Barwy szczęścia jako Adwokat
- 2010 Klub szalonych dziewic jako pośrednik

## Polski dubbing
- Pixie, Dixie i Pan Jinks
- Tom i Jerry
- 1967: Asterix Gall
- 1981–1989: Smerfy jako Gapik (seria 4,9 i większość 7)
- 1986: Asterix w Brytanii
- 1989: Wielka bitwa Asteriksa
- 1990-1994: Super Baloo
- 1992–1993: Rodzina Addamsów
- 1993: Uwolnić orkę
- 1994: Tabaluga jako Tyrion
- 1994–1996: Iron Man: Obrońca dobra
- 1995–1998: Pinky i Mózg
- 2000: Spotkanie z Jezusem (wersja telewizyjna)
- 2005: Przygody Goździka Ogrodnika
- 2006: Asterix i wikingowie jako Ahigieniks
- 2007: Mój przyjaciel królik – Borys

## Dialogi polskie
- 1991–1992: Trzy małe duszki